# Paulette Smit
Paulette Smit (Curaçao, 12 februari 1957) is actrice en toneelschrijfster. 
Smit speelde vele rollen bij Cosmic Theater, waar ze van 2004 -2013 artistiek leider van het toneelschrijversfestival Hollandse Nieuwe was. Ze schreef daar onder andere de toneelstukken Koorts en Catwalk en was medeauteur van de theatersoaps Disco King en Snorder. Ze is directielid van Stichting Julius Leeft! waar ze verschillende stukken voor schreef en in speelde, o.a. koningin Juliana. Ze zit in het artistic Management van het Curaçao International Film Festival sinds 2015. 
Daarnaast zet ze zich graag in voor de multiculturele samenleving. Haar verdiensten hierin werden in 2006 beloond toen zij benoemd werd tot Ridder in de Orde van Oranje-Nassau. Smit was van 2013-2022 vicevoorzitter van de Amsterdamse Kunstraad, voorzitter van George en Eran Producties, Het Toneelschrijfhuis, Marjolein van Heemstra Producties , De Gasten en was tot 2025 secretaris van de Werkgroep Caraïbische Letteren en van 2008-2020 bestuurslid van DeBuren. Ze is lid van de Maatschappij der Nederlandse Letterkunde in Leiden.
Ze speelde onder meer in de televisieseries Medisch Centrum West en Goede tijden, slechte tijden.
Paulette Smit is een dochter van de architect Ben Smit.